# Phytocentor longicornis
Phytocentor longicornis är en insektsart som beskrevs av Ronald Gordon Fennah 1980. Phytocentor longicornis ingår i släktet Phytocentor och familjen kilstritar. Inga underarter finns listade i Catalogue of Life.